# Галемири, Бенхамин
Бенхамин Галемири (исп. Benjamín Galemiri, 12 декабря 1957, Сантьяго) — чилийский драматург, режиссёр театра и кино.

## Биография
Потомок сефардов, в 1920 переселившихся из Смирны. В 1974 создал группу «Готический театр», поставил пьесу Фернандо Аррабаля «Архитектор и император Ассирии». Окончил университет в Сантьяго. В 1977 написал первую пьесу «Шкаф».

## Творчество
Автор сатирических и чёрных комедий, переработок Лопе де Веги, Мольера, Ростана и др. Сотрудничает с Ф. Аррабалем, Раулем Руисом, Алехандро Ходоровским. Выступает как сценарист, в том числе — в собственных коротко- и полнометражных фильмах.

## Произведения

### Театр
- 1977 — Escaparate (La constelación de los hermanos Siam)
- 1992 — Das Kapital; El coordinador
- 1994 — El Solitario
- 1995 — El seductor; Un Dulce Aire Canalla
- 1996 — El cielo falso
- 1997 — El Tratado de los Afectos; Simón o el Nacimiento
- 1998 — El amor intelectual; Jeremías o la Confesión; Jethro o la Guía de los Perplejos
- 1999 — El Libro de Rebeca; Monólogo de Saúl
- 2000 — Edipo asesor; La Teoría de las Emociones; Falso Raccord
- 2002 — Los principios de la fe;
- 2003 — Los desastres del amor; Falso remake; Déjala sangrar
- 2004 — Mil años de perdón; Ese lujurioso sol de verano; Ese Discreto Ego Culpable
- 2005 — Infamante Electra
- 2006 — Baruch Spinoza; El lobby del odio; Neo-proceso (инсценизация романа Кафки «Процесс»)
- 2007 — Falso travelling; El tratado de la reforma del entendimiento; La agobiante luz azul

### Кино
- 1978 — Mutis; El Jardín de la Selva (короткометражные)
- 1979 — Mónica, pórtese bien (короткометражный),
- 1981 — Invernadero (короткометражный)
- 1988 — As Time Goes By (полнометражный)
- 1992 — La Pareja (короткометражный)
- 1997 — Traffic Santiago (полнометражный)
- 2007 — El seductor (полнометражный, по собственной одноименной драме, 1995)

## Признание
Лауреат множества отечественных и зарубежных премий. С 2007 публикуется полное собрание сочинений Галемири, вышел первый том.
Пьесы Галемири переведены на французский, немецкий и др. языки, они идут на сценах многих театров мира. В России его «Координатор» был поставлен московским театром «Эрмитаж» (2005).